# Lucanus (Gattung)
Lucanus ist eine Gattung der Käfer. Sie ist Typusgattung der Familie der Lucanidae oder Schröter. Bekannteste Art ist der Hirschkäfer (Lucanus cervus), auch die Gattung, oder die gesamte Familie, wird aber gelegentlich Hirschkäfer genannt. Es sind etwa 90 Arten bekannt, Verbreitungszentrum ist China mit allein über 70 Arten. Dabei werden noch fast jedes Jahr neue Arten entdeckt und beschrieben.

## Merkmale
Es handelt sich im Regelfall um große Käfer mit einer Körperlänge von über 25 Millimeter, meist über 30 Millimeter. Der Körper ist im Umriss oval und etwas abgeplattet bis mäßig gewölbt, er ist schwarz oder, ganz oder in Teilen, kastanienbraun bis rotbraun gefärbt. Die Fühler sind „gekniet“ (gewinkelt), das erste Geißelglied ist auffallend lang und schlank. Die je nach Art unterschiedlich vielen Endglieder bilden eine abgesetzte Fühlerkeule, deren Glieder einseitig kammartig gezähnt sind, diese Zähne können nicht zu einer geschlossenen Keule aneinandergelegt werden. Die Augen sind mehr oder weniger weit durch einen Fortsatz (Canthus) der Genae („Wangen“) der Kopfkapsel ausgerandet, bei einigen Arten in zwei Abschnitte geteilt. Die Flügeldecken sind glatt, manchmal mit schwachen Punkten oder Punktstreifen. Die Tibien tragen auf der Außenseite meist ein bis drei Zähne, die aber auch fehlen können.
Männchen vieler Arten weisen, wie auch viele andere Gattungen der Familie, einen auffallenden Geschlechtsdimorphismus auf. Die Mandibeln der Männchen sind viel größer als diejenigen der Weibchen, manchmal geweihartig verlängert, sie dienen den Männchen bei Revierkämpfen untereinander um den Zugang zu den Weibchen.
In Europa und Nordamerika unterscheiden sich die Arten der Gattung Lucanus von der vor allem im weiblichen Geschlecht sehr ähnlichen Gattung Dorcus (mit dem  Balkenschröter Dorcus parallelipipedus als typischer europäischer Art) an der Gestalt der Fuß-(Tarsen-)glieder. Diese sind bei Lucanus zur Spitze hin kurz gelb beborstet, ihr Endglied mit einer beborsteten Längsrinne. Bei Dorcus sind sie unregelmäßig lang beborstet, ihr äußeren Glieder mit Borstenbüscheln.

## Biologie und Ökologie
Die Larven aller Arten entwickeln sich in mehr oder weniger stark zersetztem Totholz. Die meisten Arten sind in gemäßigten bis subtropischen Laubwäldern verbreitet, sie kommen aber auch außerhalb von Wäldern vor, wenn genug Totholz, etwa Baumstubben, vorhanden sind. Die erwachsenen (imaginalen) Käfer werden am Saftfluss verletzter lebender Bäume, etwa an Rindenschäden, gefunden, die Biologie der meisten selteneren Arten ist aber völlig unbekannt. Wenige Arten, so die auf Taiwan lebende Lucanus datunensis und die (festland)chinesische Lucanus miwai sind übergegangen auf abgestorbenen Bambus als Larvennahrung. Diese Arten sind trotz morphologischer Ähnlichkeit nicht nahe miteinander verwandt.

## Verbreitung

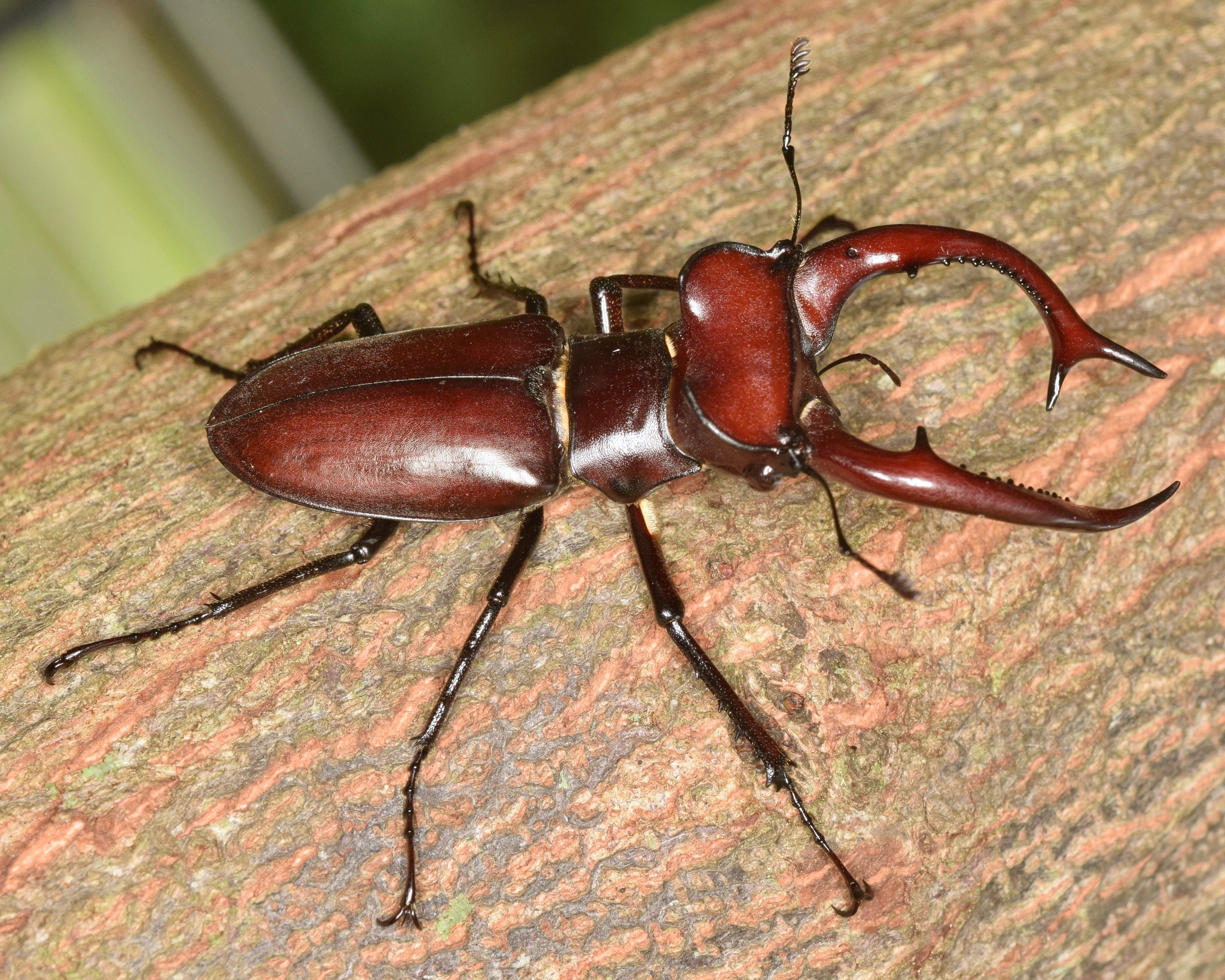
Lucanus elaphus lebt in Nordamerika

Die Gattung ist auf der Nordhalbkugel weit verbreitet. In Nordamerika leben fünf Arten, die südliche Verbreitungsgrenze liegt in Mexiko. Der Verbreitungsschwerpunkt der Gattung liegt in Ostasien, in Süd- und West-China, Laos, Vietnam und Myanmar. In China leben von 72 untersuchten Arten 71 in der orientalischen Faunenregion, nur eine einzige, Lucanus maculifemoratus dybowskyi in der nördlich anschließenden Paläarktis, diese Art ist auch in Korea, der russischen Amurregion und Japan verbreitet. Absolutes Zentrum der Artenvielfalt ist das südliche Tibet.

## Taxonomie und Systematik
Innerhalb der Familie der Lucanidae gehört Lucanus in die Unterfamilie Lucaninae. Meist wird eine Tribus Lucanini unterschieden, die aber nach genetischen Daten wohl nicht monophyletisch ist. Nach den genetischen Daten nahe verwandt ist die ostasiatische Gattung Prismognathus.
Aus Europa sind die folgenden Arten nachgewiesen:
- Lucanus cervus (Linnaeus, 1758). Typusart der Gattung. In Europa und Westasien weit verbreitet, in Spanien und Italien nur im Norden. Einzige mitteleuropäische Art der Gattung.
- Lucanus tetraodon Thunberg, 1806. Verbreitet in Korsika, Sardinien, Sizilien, Süd- und Mittelitalien (ein Fund im Tal des Ticino im Norden), Albanien, Griechenland.
- Lucanus ibericus Motschulsky, 1845. Verbreitet in Kleinasien (Türkei), Ukraine, der Kaukasusregion, Armenien, Georgien, Turkmenistan, Iran.
- Lucanus pontbrianti (Mulsant, 1839). (Syn. Lucanus fabianii (Mulsant & Godart, 1855)). Verbreitet in Südfrankreich und Spanien. Taxonomisch umstrittene Art.[9]
- Lucanus barbarossa Fabricius, 1801. Iberische Halbinsel, Marokko. Für die Art wurde früher eine Untergattung Pseudolucanus unterschieden, die einige Autoren als eigenständige Gattung aufgefasst haben.[10] Pseudolucanus soll sich von Lucanus s. str. unterscheiden durch die Mandibeln des Männchen, diese sind oberseits längsgefurcht, am Innenrand nur mit einem Zahn in der Mitte, die Spitze einfach.[4]

In der Türkei sind eine Reihe weiterer Arten nachgewiesen:
- Lucanus busignyi Planet, 1909. (Untergattung Pseudolucanus). extrem selten gefunden.[11]
- Lucanus laticornis Deyrolle, 1864
- Lucanus macrophyllus Kraatz, 1860 (Untergattung Pseudolucanus).
- Lucanus orientalis Kraatz, 1860. Taxonomisch umstrittene Art, möglicherweise Synonym zu Lucanus ibericus.[9]